# Desvenlafaxina
La desvenlafaxina, también conocida como O-desmetilvenlafaxina, es un antidepresivo inhibidor selectivo de la recaptación de serotonina y noradrenalina (IRSN) desarrollado y comercializado en España como 'Pristiq' por la farmacéutica Wyeth (ahora parte de Pfizer). La desvenlafaxina es un compuesto sintético derivado del principal metabolito activo de la venlafaxina. Se prescribe también como el primer tratamiento no hormonal para la menopausia.

## Indicaciones
Se utiliza primariamente para tratar el trastorno depresivo mayor y fuera de indicación para trastornos de ansiedad y dolor neuropático al igual que la venlafaxina.

## Farmacología
La desvenlafaxina es una forma sintética del principal metabolito activo aislado de la venlafaxina, y se clasifica como un inhibidor de la recaptación de serotonina y norepinefrina. Aproximadamente el 70% de la dosis de venlafaxina se metaboliza en desvenlafaxina, por lo que los efectos de los dos medicamentos son muy similares. Funciona mediante el bloqueo de los transportadores de "recaptación" de neurotransmisores que afectan al estado de ánimo, dejando de ese modo los neurotransmisores más activos en la sinapsis. Los neurotransmisores afectados son la serotonina (5-hidroxitriptamina) y la norepinefrina (noradrenalina). Es aproximadamente 10 veces más potente en la inhibición de la recaptación de la serotonina que de la norepinefrina (ratio 10x), pero siendo este ratio menor que el de la venlafaxina (30x) se traduce en una menor incidencia de efectos negativos adversos asociados a la afinidad serotoninérgica.
La molécula se asemeja químicamente a la hordenina.
Su perfil de tolerabilidad y seguridad es muy favorable, con un mínimo impacto en el sistema enzimático del citocromo P450, que aporta la ventaja adicional de un bajo riesgo de interacciones farmacológicas.

## Efecto adversos
Pueden presentarse reacciones secundarias, que normalmente desaparecen en el tiempo.
- muy frecuentes (1 de cada 10): insomnio, mareos, cefalea, náuseas, sequedad bucal, estreñimiento.
- frecuentes (1-10 de cada 100): somnolencia, temblores, déficit de atención, entumecimiento, hormigueo, alteración del gusto, dilatación de pupilas, visión borrosa, zumbidos, sensación de vértigo, taquicardia, palpitaciones, sofocos, bostezos, sudoración excesiva, erupción cutánea, rigidez muscular, disfunción eréctil, eyaculación retardada, trastornos de eyaculación, cansancio, debilidad, escalofríos, nerviosismo, irritabilidad, hipertensión, aumento de peso y pérdida de peso.

## Eficacia clínica
En ensayos clínicos, la desvenlafaxina demuestra una superioridad significativa frente a placebo en puntuaciones de la escala HAM-D17, en evaluación de bienestar de las escalas Sheehan Disability Scale (SDS) y el 5-item World Health Organization Well-Being Index (WHO-5).